# Agon (film)
Pour les articles homonymes, voir Agon.
Pour plus de détails, voir Fiche technique et Distribution.
Agon est un film albanais écrit et réalisé par Robert Budina et sorti en 2013.
Il est sélectionné pour représenter l'Albanie aux Oscars du cinéma 2014 dans la catégorie meilleur film en langue étrangère.

## Synopsis
Deux frères albanais émigrent en Grèce.

## Fiche technique
- Titre : Agon
- Réalisation : Robert Budina
- Scénario : Robert Budina
- Photographie : Marius Panduru
- Pays d’origine :  Albanie
- Genre : drame
- Langue : albanais, grec
- Durée : 106 minutes
- Dates de sortie :
  - États-Unis : 16 octobre 2013 (Festival international du film de Chicago)
  - Albanie : 6 décembre 2013

## Distribution
- Marvin Tafaj : Saimir
- Guliem Kotorri : Vini
- Eglantina Cenomeri : Majlinda
- Xhevdet Jashari : Keno
- Laert Vasili : Beni
- Antonis Kafetzopoulos : Nikos
- Isavela Kogevina : Elektra
- Hajrie Rondo : la tante

## Distinctions

### Nominations
- Festival international du film de Chicago 2013 : New Directors Competition
- Festival international du film Bloody Hero 2013
- Festival international du film de Bari 2013
- Festival du film sud-est européen de Los Angeles 2013
- Festival international du film de Saint-Pétersbourg 2013
- Festival international du film de Shanghai 2013
- Festival international du film de Pristina 2013
- Festival international du film de Tirana 2013
- Semaine du film albanais de New York 2013